# Willem Gerard van de Poll

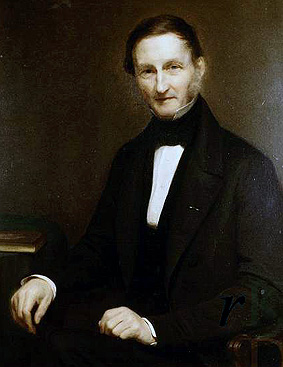
Willem Gerard Jonkheer van de Poll

Willem Gerard Jonkheer van de Poll (* 1. April 1793 in Amsterdam; † 22. Mai 1872 in Den Haag) war ein niederländischer Politiker, dem Geschlecht der Van de Poll entstammend.
Van de Poll wurde als Sohn des Willem Gerrit van de Poll, dem Präsidenten der niederländischen Handelsgesellschaft, und der Agnes Johanna Hendrika Graafland aus altem Patriziergeschlecht geboren. Seine politische Karriere begann im Jahre 1814, als er zum königlichen Kabinettssekretär ernannt wurde. Im Jahre 1815 ging er als Sekretär in den Raad van State (Staatsrat), um schließlich nach verschiedenen Sekretärposten einen Sitz im Raad van State zu erlangen, und im Jahre 1829 Vizepräsident zu werden. Zwischen den Jahren 1848 und 1858 war er als Präsident deren Vorsitzender. Im Jahre 1858 wurde Van de Poll mit dem Ehrentitel Staatsminister versehen.

## Ehren und Auszeichnungen
- Kommandeur des Orden vom Niederländischen Löwen (1840)
- Großkreuz im Orden der Eichenkrone (1849)

## Quelle
- Nieuw Nederlandsch biografisch woordenboek. Deel 10

| Personendaten    | Personendaten                                              |
| ---------------- | ---------------------------------------------------------- |
| NAME             | Poll, Willem Gerard van de                                 |
| ALTERNATIVNAMEN  | Poll, Willem Gerard Jonkheer van de                        |
| KURZBESCHREIBUNG | Präsident des niederländischen Staatsrates, Staatsminister |
| GEBURTSDATUM     | 1. April 1793                                              |
| GEBURTSORT       | Amsterdam                                                  |
| STERBEDATUM      | 22. Mai 1872                                               |
| STERBEORT        | Den Haag                                                   |